# Duma
Die Duma oder offiziell Staatsduma der Föderationsversammlung der Russischen Föderation (russisch Государственная Дума Федерального Собрания Российской Федерации Gossudarstwennaja Duma Federalnogo Sobranija Rossijskoi Federazii) ist das direkt gewählte Unterhaus der Föderationsversammlung Russlands. Neben dem Föderationsrat, dem Oberhaus im russischen Zweikammersystem, ist sie das höchste gesetzgebende Organ Russlands. Ihr rechtlicher Status ist in Kapitel 5 der Verfassung der Russischen Föderation geregelt.
Formal beschließt die Duma die bundesweit geltenden Bundesgesetze und leitet diese zur Zustimmung an den Präsidenten weiter. Sie hat de jure das Recht, der Regierung das Vertrauen zu entziehen und ein Amtsenthebungsverfahren gegen den Präsidenten einzuleiten. Allerdings sind die realen Kompetenzen des Parlaments durch die starke präsidiale Machtstruktur begrenzt.
Alle derzeit in der Duma vertretenen Parteien gelten als kremltreu, dementsprechend werden viele Gesetze einstimmig verabschiedet.

## Name
Das Wort Duma (deutsch „Gedanke“) leitet sich vom altslawischen und russischen dumat’ („nachdenken“) her und bezeichnet generell eine beratende Versammlung oder Körperschaft, zum Beispiel einen Stadtrat, aber auch deren Versammlungshaus.

## Entstehungsgeschichte
Ursprünglich war die Duma eine Ständeversammlung der weltlichen Landesherren (Bojaren), die im Semski Sobor ein Gegengewicht zum Klerus bildeten. 1649 bestand der Semski Sobor aus 315 Mitgliedern. Unter den Romanows verlor diese Ständeversammlung allmählich ihre Bedeutung. 1721 schuf Peter der Große den Regierenden Senat und schränkte die Macht des Klerus immer mehr ein. Der Senat und auch seine Nachfolgeinstitutionen bestanden nur aus wenigen Personen, eine Gewaltenteilung gab es praktisch nicht. Erst der Staats- oder Reichsrat, der durch den Zaren ernannt wurde und überwiegend mit Mitgliedern der Aristokratie besetzt war, wuchs schließlich bis 1905 auf 90 Mitglieder an.
Die Einführung demokratischer Institutionen begann im kaiserlichen Russland mit der Bildung der lokalen Selbstverwaltungen auf dem Land (Semstwo) 1864 und in den Städten (Stadtduma) 1870.

### Erste Staatsduma von 1906

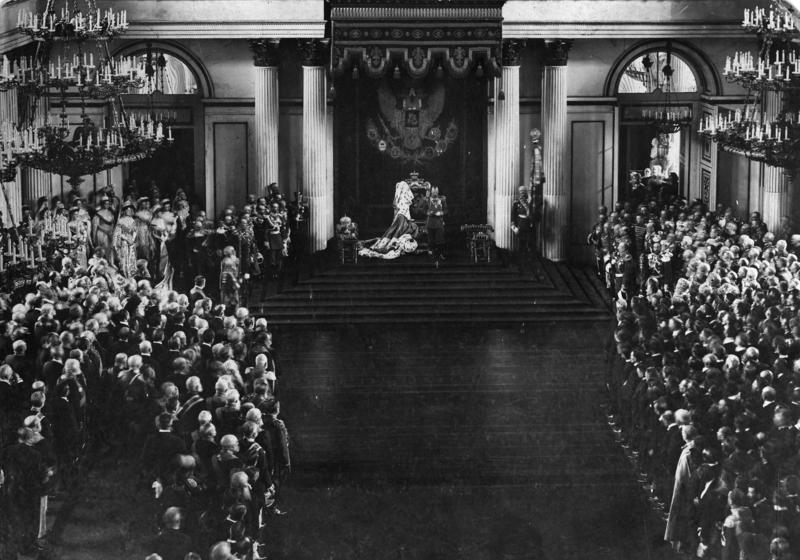
Zar Nikolaus II. eröffnet mit einer Thronrede das Parlament (1906)

Nach dem Petersburger Blutsonntag und der durch ihn ausgelösten Revolution von 1905 stimmte Zar Nikolaus II. im Oktobermanifest der Schaffung einer Staatsduma als zweiter Kammer neben dem Reichsrat zu. Dieses erste gesamtrussische Parlament wurde vom 26. März bis 20. April 1906 gewählt. Während die sozialistischen Parteien die Wahl boykottierten, setzten die liberalen Reformer große Hoffnungen auf die erste Duma, die im Taurischen Palais tagte. Das Parlament war jedoch weitgehend von der Macht des Zaren abhängig. Die Regierung behielt sich das Recht vor, während der Sitzungspausen per Notverordnungen zu regieren, die nur nachträglich von der Duma bestätigt werden mussten. Die Duma wurde am 27. Apriljul. / 10. Mai 1906greg. vom Zaren eröffnet aber schon nach 72 Tagen, am 8. Julijul. / 21. Juli 1906greg. wieder aufgelöst. Der Grund dafür war, dass die Abgeordneten eine umfassende Agrarreform in Angriff nahmen, die der Zar ablehnte. Der Protest gegen die Auflösung, das Wyborger Manifest, verhallte jedoch ergebnislos.

### Zweite Staatsduma von 1907
Auch die zweite Staatsduma tagte nur wenige Monate, vom 20. Februar bis zum 2. Juni 1907. Da die sozialistischen Parteien sich diesmal an der Wahl beteiligt hatten, stellten sie im Parlament die Mehrheit. Die neuen Abgeordneten drangen noch kompromissloser auf die Lösung der Agrarfrage als ihre Vorgänger. Daher veranlasste Ministerpräsident Pjotr Stolypin den Zaren dazu, sie vorzeitig zu entlassen. Per Dekret vom 3. Juni 1907 änderte Nikolaus II. entgegen seinen Zusagen im Oktobermanifest das Wahlrecht so ab, dass Städter, landlose Bauern und die nichtrussischen Minderheiten gegenüber dem russischen Großbürgertum und Adel stark benachteiligt wurden.

### Dritte Staatsduma von 1907
Die dritte Staatsduma, die noch im selben Jahr, am 1. November 1907 zusammentrat, wurde daher von konservativen, nationalistischen und regierungstreuen Parteien wie den Oktobristen dominiert. Doch selbst in diesem Parlament, das eine volle Legislaturperiode hindurch bestehen blieb, bis zum 9. Juni 1912, fanden Stolypin und seine Nachfolger keine dauerhaften Mehrheiten.

### Vierte Staatsduma von 1912
Ähnliches galt auch für die vierte Staatsduma, die sich am 15. November 1912 konstituierte. Seit dem Beginn des Ersten Weltkriegs 1914 setzte sie ihre Sitzungen zeitweilig aus. Nach Ausbruch der Februarrevolution 1917 drängte die Duma-Mehrheit die letzte Regierung des Zaren zum Rücktritt und bildete aus sich heraus die Provisorische Regierung unter dem liberalen Fürsten Lwow, einem Mitglied der Konstitutionellen Demokraten. Diese übte bis zur Oktoberrevolution desselben Jahres eine Doppelherrschaft in Konkurrenz zum Petrograder Sowjet sowie später dem Ersten Allrussischen Sowjetkongress aus. Zum 6. Oktober 1917 löste die Provisorische Regierung dann im Hinblick auf die anstehende Wahl zur Verfassungsgebenden Versammlung die Duma formal auf.
Bevor diese Wahl stattfinden konnte, kam es zur Oktoberrevolution und zur Machtübernahme der Bolschewiki. Der von diesen dominierte Rat der Volkskommissare, die Revolutionsregierung unter Lenin, schaffte die Duma dann endgültig am 12. Dezember 1917 per Dekret ab. Das Element der Legislative, in der dann nur noch rudimentär existierenden Gewaltenteilung übernahm dann der Zweite Allrussische Sowjetkongress und sein aus ihm heraus gewähltes Allrussisches Zentrales Exekutivkomitee.
| Fraktion                                     | 1. Duma         | 2. Duma           | 3. Duma   | 4. Duma   |
| -------------------------------------------- | --------------- | ----------------- | --------- | --------- |
|                                              | April–Juni 1906 | Februar–Juni 1907 | 1907–1912 | 1912–1917 |
| Sozialdemokratische Arbeiterpartei Russlands | 0—              | 065               | 014       | 14        |
| Sozialrevolutionäre                          | 0—              | 034               | 0—        | —         |
| Trudowiki                                    | 094             | 101               | 014       | 10        |
| Progressisten                                | —               | —                 | 039       | 47        |
| Konstitutionelle Demokraten                  | 179             | 092               | 052       | 57        |
| Nationalitäten                               | 121             | 0—                | 021       | 26        |
| Zentristen                                   | —               | 0—                | —         | 33        |
| Oktobristen                                  | 017             | 032               | 120       | 99        |
| Nationalisten                                | 0—              | 0—                | 076       | 88        |
| Extreme Rechte                               | 015             | 063               | 053       | 64        |

## Duma im postsowjetischen Russland

### Gründung in der Russischen Föderation
Nach der Auflösung des Kongresses der Volksdeputierten durch den russischen Präsidenten Boris Jelzin am 21. September 1993 und nach seinem Sieg über den Widerstand des Kongresses im Oktober 1993 legte er eine neue Verfassung vor: Sie geht vom Prinzip der Gewaltenteilung aus, und am 12. Dezember 1993 gab die wahlberechtigte Bevölkerung in einem Referendum die Zustimmung. Das in der Verfassung vorgesehene Zwei-Kammer-Parlament besteht aus dem Föderationsrat, welcher die 83 (gegenwärtig 85) Föderationssubjekte der Russischen Föderation vertritt, und aus der 450 Abgeordnete zählenden Staatsduma, ihr rechtlicher Status ist in Kapitel 5 der Verfassung der Russischen Föderation geregelt.
Bis Dezember 2003 und wieder seit 2016 wird die eine Hälfte von ihnen nach Listen, die andere direkt gewählt (Grabenwahlrecht); dazwischen wurde die Zusammensetzung der Duma mittels einer Verhältniswahl (mit einer Sperrklausel von 7 %) bestimmt. Jeder Abgeordnete ist für eine vierjährige Periode gewählt (Artikel 96). Russische Staatsbürger können mit 21 Jahren in die Duma gewählt werden (Artikel 97). Die Staatsduma muss den vom Präsidenten ernannten Regierungschef bestätigen, kann der Regierung das Misstrauen aussprechen und beschließt Gesetze, denen der Föderationsrat zustimmen und die der Präsident unterzeichnen muss. Die Duma hat im semipräsidentiellen System Russlands eine vergleichsweise schwache Stellung gegenüber dem Präsidenten – ähnlich wie das französische Parlament der 5. Republik;
die realen Kompetenzen des Parlaments sind durch die starke präsidiale Macht-Struktur begrenzt.
Die Duma und der Föderationsrat hatten sich bis 2009 in gehorsame Werkzeuge des Kremls verwandelt. Bis ins Jahr 2016 hatte sich die Duma den Beinamen „der wilde Drucker“ eingehandelt, weil das Parlament im Rekordtempo vom Kreml unterstützte restriktive Gesetze verabschiedet hatte. Gleb Pawlowski schrieb Anfang 2020 zur Duma, dass dort die „Anrufe aus dem Kreml“ die Tagesordnung der Staatsduma und damit die Arbeit der Regierung bestimmten.

### Duma 1993
Die erste Staatsduma unter Präsident Boris Jelzin und dem Präsidenten der Staatsduma Iwan Rybkin wurde bei der Parlamentswahl am 12. Dezember 1993 nur für zwei Jahre gewählt.

### Duma 1995
Bei der Parlamentswahl am 17. Dezember 1995 wurde die Duma für eine normale Legislaturperiode von vier Jahren gewählt. Das Parteienspektrum Russlands war stark zersplittert. 49,5 % der Wähler stimmten für eine der Parteien, die die 5-%-Hürde nicht erreichen konnten. Stärkste Partei wurde die KPRF mit 22,3 % der Stimmen, gefolgt von der LDPR (11,2 %). Die Partei „Unser Haus Russland“ erhielt 10,1 %, Jabloko 6,9 %.

### Duma 1999
Bei der Parlamentswahl am 19. Dezember 1999 erhielt die KPRF 24,3 %, die Pro-Putin-Listen „Einheit“ (= „Bär“) und „Vaterland – Ganz Russland“ mit 23,2 % bzw. 13,3 % zusammen jedoch mehr. Im demokratischen Spektrum erhielt die Union der rechten Kräfte 8,5 %, Jabloko 5,93 %. Der Block Schirinowski war mit 5,98 % ebenfalls in der Duma vertreten.

### Duma 2003
Bei der vierten Parlamentswahlen am 7. Dezember 2003 konnten die Parteien, die der Regierung unter Wladimir Putin nahestanden (beispielsweise Jedinaja Rossija – Einiges Russland), die absolute Mehrheit der Sitze erringen. Die rechtsnationalen Liberaldemokraten (LDPR) gewannen ebenfalls an Stimmen, während die oppositionelle Kommunistische Partei der Russischen Föderation, bisher stärkste Fraktion, verlor. Die westlich orientierten liberalen Parteien Union der rechten Kräfte und Jabloko scheiterten an der Fünf-Prozent-Hürde. Unter den 450 Abgeordneten befanden sich 44 Frauen.
Im Herbst des Jahres 2007 vor den Parlamentswahlen waren folgende Fraktionen in der Duma vertreten:
- Einiges Russland (301 Sitze von 442)
- Kommunistische Partei der Russischen Föderation (47)
- Liberal-Demokratische Partei Russlands (29)
- Rodina [Volkspatriotische Union] (33)
- Volkspatriotische Union „Rodina“ (11) (acht Mitglieder der Rodina haben sich von der Partei abgespalten und eine eigene Fraktion gegründet, haben jedoch denselben Namen behalten)
- Fraktionslos (21)

### Duma 2007

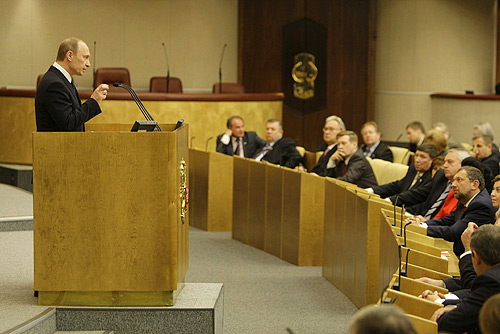
Ministerpräsident Wladimir Putin spricht vor der Staatsduma (8. Mai 2008)

Aus der Parlamentswahl am 2. Dezember 2007 ging nachstehende Sitzverteilung hervor:
| Partei                                          | Anzahl der Sitze |
| ----------------------------------------------- | ---------------- |
| Einiges Russland                                | 315              |
| Kommunistische Partei der Russischen Föderation | 057              |
| Liberal-Demokratische Partei Russlands          | 040              |
| Gerechtes Russland                              | 038              |
| total davon männlich / weiblich                 | 450 388 / 62     |

Im Vergleich zur Situation vor den Wahlen hat sich der relative Sitzanteil der Regierungspartei Einiges Russland geringfügig auf 70 % erhöht. Mit der Wahl sind die Vertreter einer Entwicklung Russlands nach Vorbild der westlichen Demokratien völlig aus dem Parlament verschwunden. Zuvor waren diese noch als fraktionslose Abgeordnete in der Duma vertreten gewesen. Die Möglichkeit, als Einzelkandidat ins Parlament gewählt zu werden, wurde jedoch vor der Wahl abgeschafft.

### Duma 2011

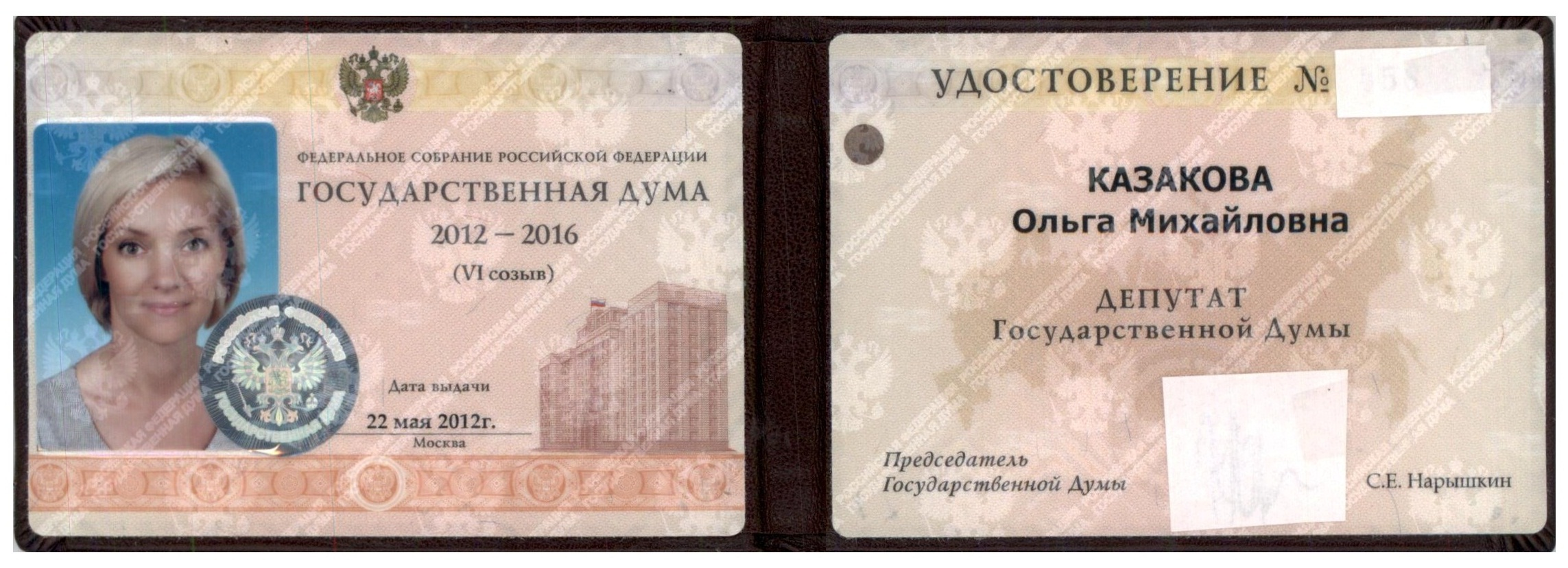
Ausweis der Abgeordneten der Staatsduma

Aus der Parlamentswahl am 4. Dezember 2011 ging nachstehende Sitzverteilung hervor:
| Partei                                          | Anzahl der Sitze |
| ----------------------------------------------- | ---------------- |
| Einiges Russland                                | 238              |
| Kommunistische Partei der Russischen Föderation | 092              |
| Gerechtes Russland                              | 064              |
| Liberal-Demokratische Partei Russlands          | 056              |
| total                                           | 450              |

Der Anteil der Sitze für Einiges Russland sank auf 53 % (nach 70 % 2007), wovon die anderen drei bisher ebenfalls in der Duma vertretenen Parteien profitierten: Die Kommunistische Partei verbesserte sich auf 20,4 % (nach 12,7 % 2007). Gerechtes Russland auf 14,2 % (nach 8,4 % 2007) und die Liberal-Demokratische Partei auf 12,4 % (nach 8,9 % 2007).
Nach der Wahl kam es zu massiven Protesten und Demonstrationen gegen mutmaßliche Wahlfälschungen.

### Duma 2016
Ende Mai 2015 wurde bekannt, dass Bestrebungen im Gange waren, um eine Vorverschiebung der Parlamentswahl in Russland 2016
vom Dezember auf den September 2016 zu erreichen. Im Juli empfahl der Ausschuss des Föderationsrats diese Verschiebung. Kritiker bemerkten, die Verschiebung der Parlamentswahl in Russland 2016 diene der Nichtbeachtung des Wahlkampfs sowie dem Erreichen einer geringeren zu erwartenden Stimmbeteiligung, da in Russland im Sommer Ferien gemacht werden. Dazu kam die Aussichtslosigkeit einer echten Wahl, da nur die Regierungspartei sowie die jene unterstützende „Systemopposition“ beim wieder eingeführten System der Direktmandate eine Chance hatte. Die Stimmbeteiligung dieser vorgezogenen Wahl war mit 47,8 Prozent im Vergleich zu 2011 mit 60 Prozent dementsprechend tief, in den Städten war sie noch geringer und erreichte in Moskau nur 30 Prozent. In Umfragen hatten sich aufgrund ihrer Erwartungen über 20 Prozent der Befragten bereit erklärt, selber ihre Stimme zu verkaufen.

### Duma 2021
Die Parlamentswahl in Russland 2021 fand vom 17. bis 19. September 2021 statt. Ende Februar 2022 befürwortete die große Mehrheit der Duma den Russischen Überfall auf die Ukraine. Die USA, Kanada, das Vereinigte Königreich und die EU verhängten im März 2022 Sanktionen gegen die meisten Abgeordneten der Duma.
Im Juli 2024 stimmte die Duma dafür, dass Abgeordnete der Duma und Senatoren künftig vor einer Reise ins Ausland eine Genehmigung dafür einholen müssen. Falls Volksvertreter sich nicht daran halten, droht ihnen der Mandatsverlust.

## Volksmund
Wort des Jahres 2013 war in Russland gosdura, übersetzt etwa „Staatsnärrin“: ein Wortspiel aus dem Kurzwort Gosduma für „Staatsduma“ und dura für Närrin. Auch die Menschenrechtsaktivistin Ljudmila Alexejewa machte auf den Gebrauch dieses Wortes für eine Duma aufmerksam, die Gesetze am Fließband abliefere.